# Mornar kraljevske arke
Mornar kraljevske arke (engl. Royal Ark Mariner), poznatiji kao RAM, odnosno Drevno i časno bratstvo mornara kraljevske arke (Ancient and Honourable Fraternity of Royal Ark Mariner), je samostalni stupanj i dodatni red u slobodnom zidarstvu koji ima svoje korijene u Engleskoj i koji ima bogatu povijest i tradiciju. Ovaj red, čiji su članovi poznati kao "Mariners" ili "Ark Mariners" fokusira se na moralni i duhovni razvoj svojih članova kroz alegorijske priče povezane s Noinom arkom i potopom, a rituali reda imaju simbole i alegorije koje su vezane uz pomorsku tematiku. 

## Povijest
Točno podrijetlo stupnja mornara kraljevske arke nije poznato. Najraniji pouzdani zapis o zasebnom izvođenju ovog stupnja potječe iz 1790. godine u gradu Bathu, iako neki tragovi noahitskih tradicija unutar engleskog slobodnog zidarstva datiraju još iz 1726. godine.
Postoje tvrdnje da je 1772. osnovana Velika loža mornara kraljevske arke (Grand Lodge of Ark Mariners) kojom je predsjedao vojvoda od Clarencea (kasnije kralj Vilim IV.), ali dostupne činjenice proturječe toj tvrdnji. Iako je stupanj bio izvođen na različite načine i u brojnim ložama, gotovo je sigurno da u to vrijeme nije postojala središnja Velika loža koja bi nadzirala rad tog stupnja.
Godine 1870., velečasni kanonik Portal, tadašnji veliki majstor Velike lože majstora znaka Engleske i Walesa, objavio je da će stupanj mornara kraljevske arke, koji se prakticirao u ložama majstora znaka još od 1790., ubuduće biti pod zaštitom nove institucije nazvane Velikomajstorovo vijeće kraljevske arke (Grand Master's Royal Ark Council). U međuvremenu, Morton Edwards sazvao je 13. svibnja 1870. sastanak u kući Dorringtona u londonskoj ulici Bow Road, s ciljem ponovnog osnivanja Velika loža mornara kraljevske arke. Iako to tijelo nikada nije zaživjelo u praksi, dodatno je unijelo zbrku u pitanje legitimiteta i nadležnosti nad stupnjem.
Već 1871. godine velečasni kanonik Portal osnovao je Velikomajstorovo vijeće kraljevske arke, čime je stupanj formalno stavljen pod nadležnost Velike lože majstora znaka Engleske i Walesa, gdje se i danas nalazi. Dana 10. lipnja 1884. Velika loža majstora znaka otkupila je za 25 funti od Edwardsa sva njegova eventualna prava na stupanj mornara kraljevske arke kako bi formalno razriješila pitanje nadležnosti nad tim stupnjem. Potvrda o toj transakciji i dalje se čuva u posjedu Velike lože.
Povezanost između dvaju stupnjeva, majstora znaka i mornara kraljevske arke, ipak je administrativne naravi i povijesno ne postoji nikakva stvarna veza između stupnjeva, osim što je uvjet za pristupanje ovom stupnju prethodno posjedovanje stupnja majstora znaka. Ritualno gledano, tematika mornara kraljevske arke vremenski prethodi ritualu majstora znaka za više stoljeća, jer se temelji na biblijskoj priči o Noi, Arci i Velikom potopu.

## Stupanj
Kao što i samo ime sugerira, ovaj stupanj ima nautičku simboliku, a "uzdizanje" kandidata u stupanj podsjeća na providnost i milosrđe Božje u kontekstu legende o Potopu iz Knjige Postanka. Tijekom ceremonije povlače se analogije između opasnosti potopa i životnih opasnosti, naglašavajući kako bismo trebali težiti dolasku do Arke, utočišta i počinka, baš kao što su to učinili Noa i njegova obitelj s ostalim putnicima Arke. Budući da je sadržaj ceremonije izravno preuzet iz Biblije, on je istodobno dojmljiv i poučan te ostavlja snažan dojam na svakog kandidata. Po ulasku u hram, pažnja kandidata usmjerava se na tri ključne točke, a u određenom trenutku Arka se simbolički prikazuje kao arka spasenja. Na kraju, kandidat dobiva uputu da u svom napredovanju zadrži duh temeljnih moralnih vrlina.
Insignije mornara kraljevske arke sastoji se od pregače te medaljona. Upečatljiva pregača izrađena je od bijele jelenje kože, s polukružnim preklopom, obrubljena vrpcom širine 5 centimetara u bojama duge. Ukrašena je rozetama u istim bojama, dok se kod zapovjednika i bivših zapovjednika rozete zamjenjuju trokutima. Časnici lože nose sličan ovratnik s pripadajućim znakom dužnosti.

## Ustroj
U Engleskoj i Walesu lože mornara kraljevske arke su pripojene, ili usidrene, uz lože majstora znaka pod njihovim brojem lože i da bi bio član kandidat mora prethodno napredovati u stupanj majstora znaka.
Glavni časnici lože mornara kraljevske arke predstavljaju Nou i dvojicu njegovih sinova, Šema i Jafeta, a prostorija lože uređena je tako da predstavlja Arku.
Redom u Engleskoj i Walesu se upravlja iz Mark Masons' Hall-a u Londonu, dok je u Sjedinjeniom Američkim Državama red jedan od Saveznih masonskih stupnjeva.